# RadioVIS
RadioVIS bezeichnete eine Anwendung im digitalen Radioformat DAB+. Dabei wurden unbewegte Bilder parallel zum laufenden Hörfunkprogramm übertragen. Die passenden Bilder erschienen dann auf dem Radiodisplay des DAB+Empfängers. Mit RadioVIS sollte die Qualität der Digitalprogramme verbessert werden. 
Nach 2012 wurde RadioVIS von Visual Slideshow for Hybrid Radio unter der technischen Spezifikation TS 101 499 v3.1.1 abgelöst.